# Antepione imitata
Antepione imitata is een vlinder uit de familie van de spanners (Geometridae). De wetenschappelijke naam van de soort is voor het eerst geldig gepubliceerd in 1884 door H. Edwards.
De soort komt voor in het zuiden van de Verenigde Staten en in Mexico.